# KV35

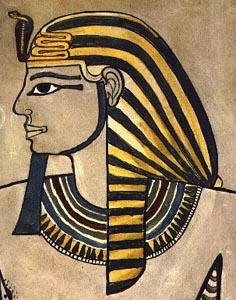
Amenhotep II

KV35 (Kings' Valley 35) è la sigla che identifica una delle tombe della Valle dei Re in Egitto; era la tomba di Amenhotep II (XVIII dinastia), successore di Thutmosi III (KV34) e marito della regina Tiaa (KV32).

## Storia

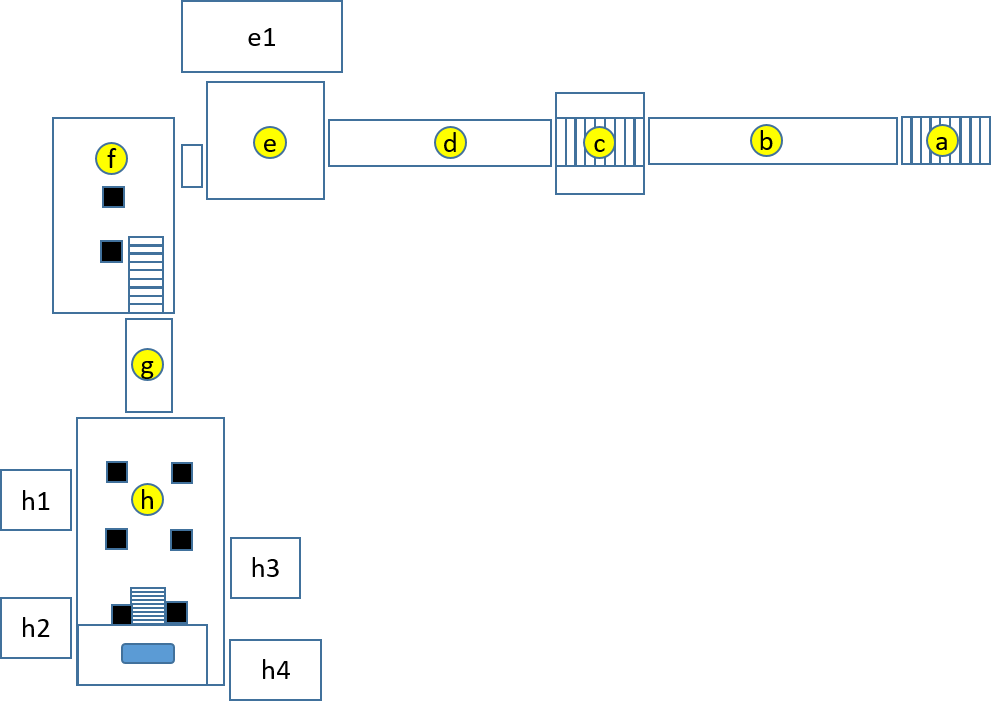
Planimetria schematica di KV35

Scoperta e scavata nel 1898 da Victor Loret per conto del Service des Antiquités, venne sottoposta a rilievi fotografici nel 1932 a cura di Paul Bucher.
Nuovi rilievi epigrafici nel 1982-1992 da parte di Erik Hornung.
Prevista come sepoltura di Amenhotep II, venne poi utilizzata durante il Terzo periodo intermedio dell'Egitto, e segnatamente durante la XXI dinastia ed il regno del faraone Pinedjem I, come deposito e ricovero per altre mummie che vennero qui traslate per sottrarle ad incursioni ladresche che comportavano, spesso, la violenta manomissione dei corpi alla ricerca di amuleti e gioielli nascosti tra le bende.
KV35 fu tra le sei prime tombe a ricevere illuminazione elettrica, nel 1903 quando Howard Carter divenne Capo Ispettore delle antichità dell'Alto Egitto, ricevendo uno dei più alti numeri di lampade (21 a fronte delle 37 installate nella KV17 di Seti I).

## Architettura
KV35 si sviluppa planimetricamente secondo la tipologia propria delle tombe della XVIII dinastia, ad "asse piegato" (le lettere che indicano gli ambienti fanno riferimento alla planimetria schematica accanto riportata).
Una scala non ben definita (a) adduce ad un corridoio in pendenza (b); dopo una seconda scala (c), anch’essa non definita, si prosegue per un corridoio (d) fino ad un pozzo verticale (e) al fondo del quale si apre una camera (e1) .
Superato il pozzo, una camera con due pilastri (f) da cui, tramite una scala ed un breve corridoio (g) si accede alla camera funeraria (h), su due livelli (nel livello inferiore si trova il sarcofago di Amenhotep II), che presenta quattro locali (h1, h2, h3, ed h4) uno dei quali (h2), all’atto della scoperta, era almeno parzialmente murato e recava l'indicazione relativa all’anno tredicesimo di un non meglio precisato sovrano (forse Smendes della XXI dinastia).

## Decorazioni
I passaggi ed altre camere, benché intonacati, non sono decorati; unico locale a presentare decorazioni alle pareti e soffitto astronomico con stelle gialle su sfondo blu è la camera funeraria (h): fregi khekeru inquadrano la ripartizione dei dipinti parietali su tre registri. Il programma pittorico, indipendentemente dalla forma del locale che non si presenta più come un cartiglio, è identico a quello della KV34 e presenta, solo dipinti e non a rilievo, i testi di alcuni capitoli dell’Amduat in ieratico e in colonne verticali, come se si trattasse di un papiro, e le relativa illustrazioni in forma stilizzata. I sei pilastri della camera funeraria sono decorati con fregi kheker, che fungono da cornice, e con immagini del re che officia riti in presenza di differenti divinità tra cui Osiride, Anubi e Horus.
Il sarcofago in quarzite rossa, che all’atto della scoperta ancora ospitava il corpo del re, presenta geroglifici incisi e colorati di giallo, nonché figure di divinità. Due occhi udjat,ed il dio Anubi in forma umana e testa di sciacallo, garantivano la protezione al defunto .

## Ritrovamenti

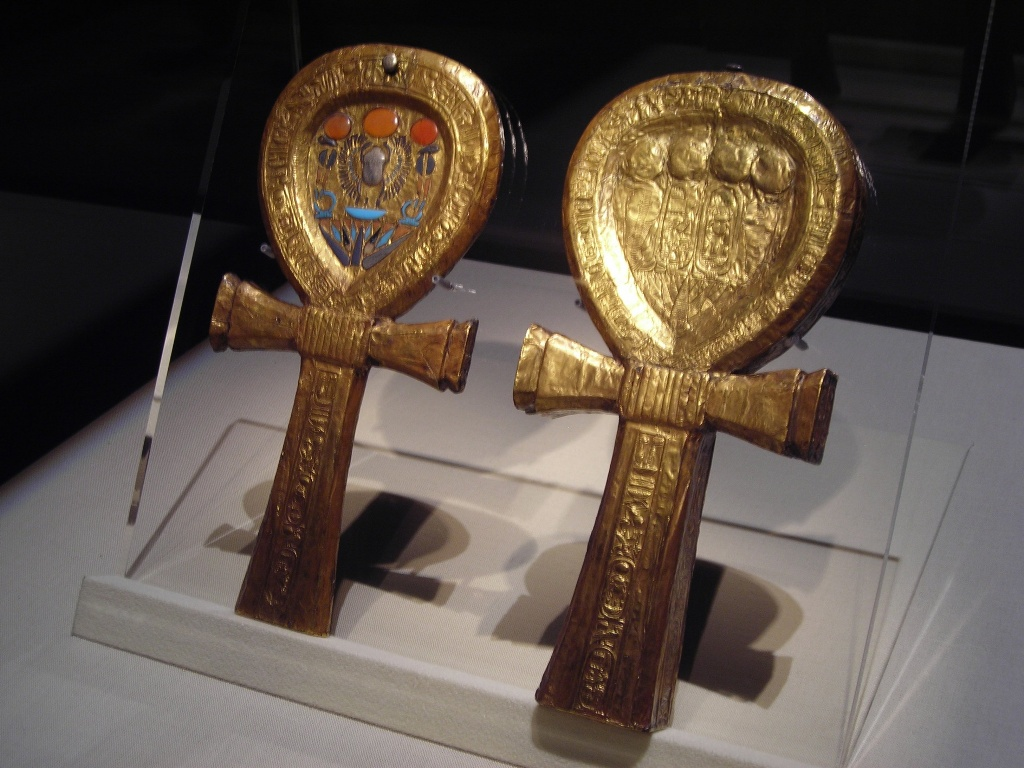
Un contenitore in forma di ankh rinvenuto nella KV62 di Tutankhamon

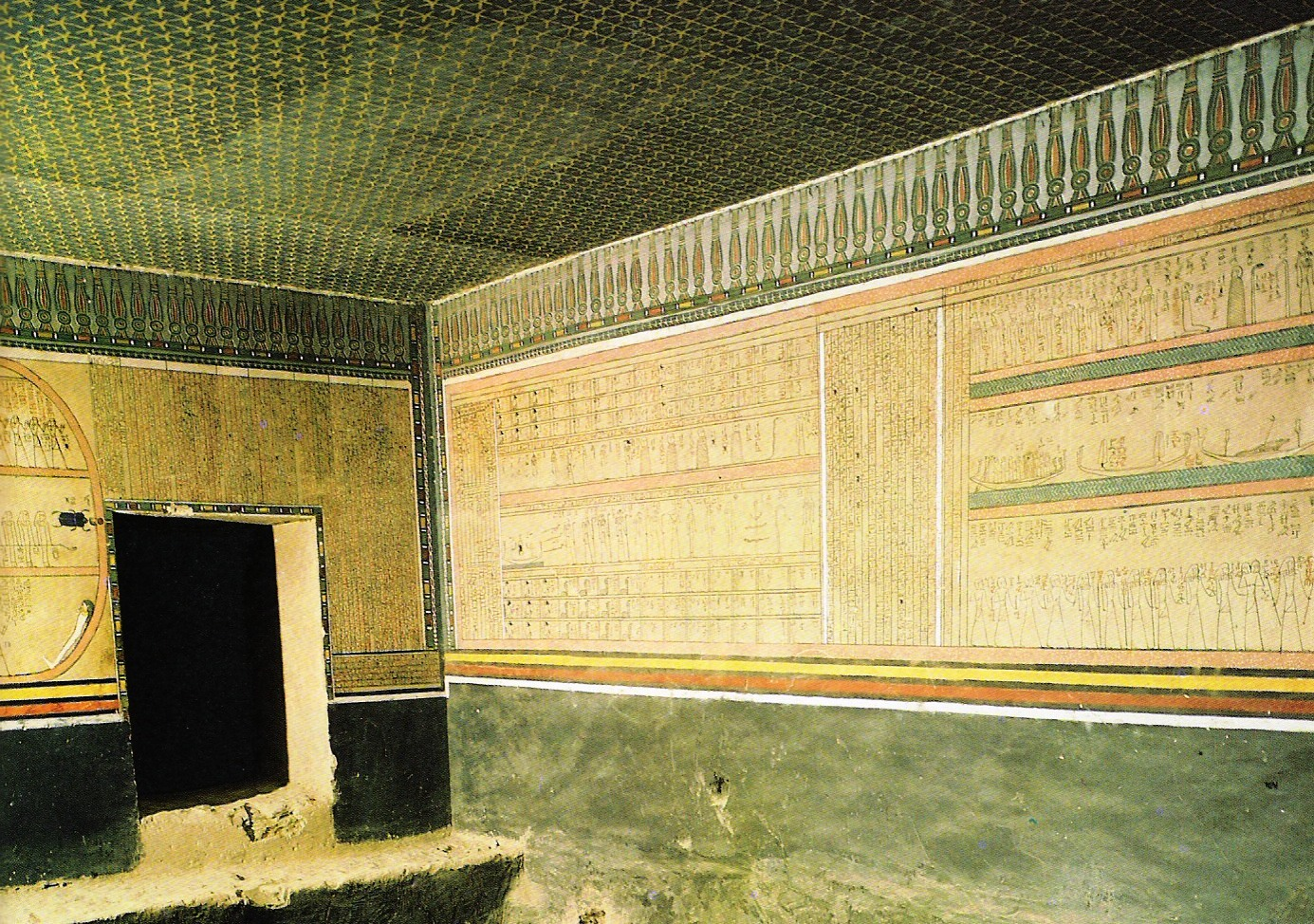
La camera funeraria di Amenhotep II, alla sommità delle pareti il fregio khekeru

All’atto della scoperta, Victor Loret rinvenne numerosi oggetti del corredo funerario, sia di tipo magico che di uso comune. La maggior parte delle suppellettili risultava rotta o spezzata, verosimilmente in occasione delle incursioni ladresche subite dalla KV35.
Gran parte dei ritrovamenti consisteva in statue in legno ed emblemi regali; una delle piccole statue del re conteneva uno scomparto in cui era stato inserito un papiro con testi dal Libro delle Caverne. Vennero inoltre rinvenuti frammenti di uno scrigno che doveva aver contenuto immagini sacre, ushabty ed i resti di un letto funerario del tutto simile a quelli rinvenuti anni dopo nell’anticamera della tomba KV62 di Tutankhamon.
Molti furono anche i frammenti di mobilio funerario, modelli di barche e navi, vasellame in faience e vetro (questi ultimi in particolar numero e sparsi per tutta la tomba), vasi sagomati in forma di Ankh e contenitori di cosmetici.
Nella camera funeraria (h), il sarcofago in quarzite rossa del re appariva intatto ed analogamente intatta era la mummia di Amenhotep II, che recava ancora al collo una ghirlanda di fiori di mimosa, identificata attraverso una semplice annotazione riportata sul sarcofago in cartonnage che la conteneva .
Victor Loret, in quanto Direttore del Service des Antiquités, decise di lasciare il corpo del re come all’atto della scoperta, indisturbato nel suo sepolcro, ma nel 1902 lo stesso fu oggetto di furto da parte della famiglia di tombaroli Abd el-Rasoul che causarono danni ai bendaggi della mummia alla ricerca di gioielli e amuleti nascosti tra le bende. Danni particolari furono causati all’altezza delle gambe dove Gaston Maspero, che nel frattempo aveva assunto l’incarico a sua volta di Direttore del Service, rilevò l’impronta lasciata sulla resina che ricopriva il corpo, di molti dei gioielli asportati .
Solo successivamente a tale episodio, il corpo di Amenhotep II venne trasferito al Museo del Cairo.

### Il deposito delle mummie

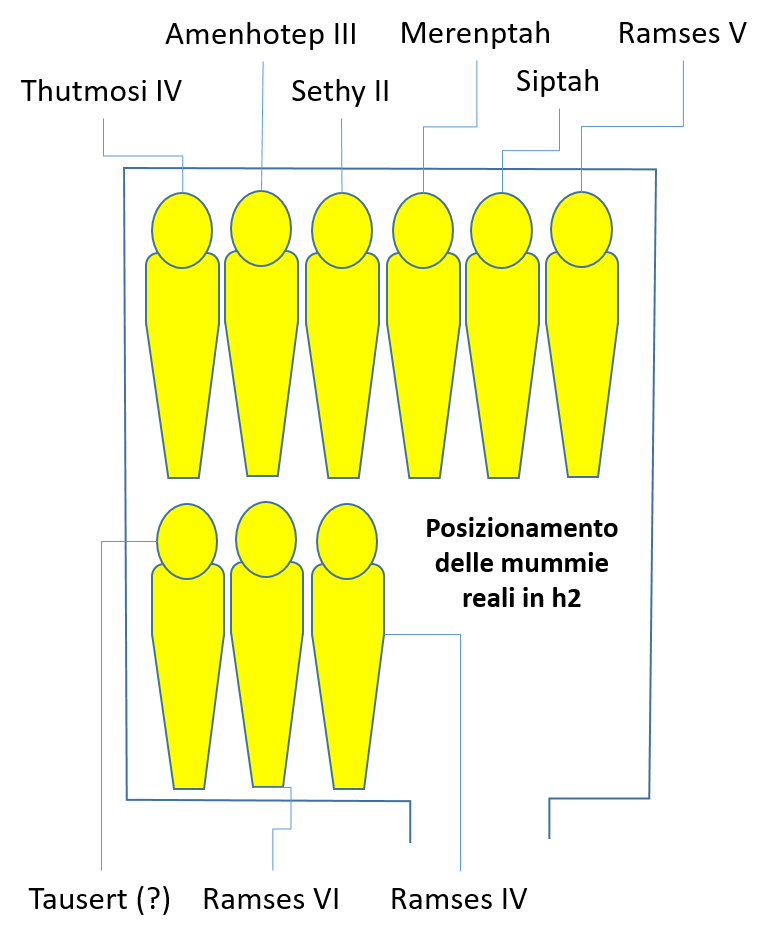
Posizionamento delle mummie reali in KV35 (locale h2)

Nel prosieguo dell’esplorazione di KV35, tuttavia, Loret si imbatté in una scoperta che fa di questa tomba una delle più importanti della Valle dei Re.
Come era già avvenuto nel 1881 con la scoperta del deposito (cache) DB320 di Deir el-Bahari, anche KV35 infatti venne utilizzata come ricovero per i corpi di altri sovrani in un periodo in cui le ruberie nelle tombe avevano causato grossi danni alle stesse ed ai loro occupanti.
All’atto della scoperta da parte di Victor Loret, nella tomba, erano infatti ricoverate, oltre Amenhotep II (h), nove (o forse dieci considerando quella contenuta nell’anticamera –f- e forse appartenente a Sethnakht) mummie reali conservate in uno dei locali annessi alla camera funeraria (h2) la cui porta era stata murata (il posizionamento delle mummie nel locale h2 è annotato nella figura schematica accanto riportata):
1. Thutmosi IV (XVIII dinastia);
2. Amenhotep III (XVIII dinastia);
3. Sethy II (XIX dinastia);
4. Merenptah (XIX dinastia);
5. Siptah (XIX dinastia);
6. Ramses V (XX dinastia);
7. Tausert (?) (XIX dinastia);
8. Ramses VI (XX dinastia);
9. Ramses IV (XX dinastia).

In altre camere laterali vennero rinvenuti altresì:
1. (e1) un corpo femminile forse identificabile come quello della regina Hatshepsut Meryet-Ra, Grande sposa reale di Amenhotep II;
2. (f) un corpo maschile contenuto in un modello di nave in legno forse identificabile nel faraone Sethnakht;
3. (h1) un corpo femminile, privo di bende, sul momento identificato come Elder Lady (trad.: la signora più anziana);
4. (h1) un secondo corpo femminile, privo di bende, sul momento identificato come The Younger Lady (trad.: la signora più giovane);
5. (h1) un corpo di bambino (di circa 9-11 anni[11]) identificabile, forse, con il principe Webensenu, figlio di Amenhotep II[12];
6. (h3) resti molto malridotti di corpo maschile privo di bende;
7. (h3) resti molto malridotti di corpo femminile privo di bende.

#### Locale h2
Premesso che nell’anticamera (f) venne rinvenuto un corpo molto probabilmente appartenente al faraone Sethnakht, uno degli annessi alla camera funeraria (h2) presentava la porta di accesso almeno in parte murata nell’anno tredicesimo (verosimilmente del faraone Smendes); al suo interno, in sarcofagi molto danneggiati (vedi figura schematica qui accanto per la disposizione) i corpi, correttamente bendati, di:
1. Thutmosi IV;
2. Amenhotep III (contenuto in un sarcofago intestate a Ramses III, con coperchio intestato a Sethy II);
3. Sethy II;
4. Merenptah (nella parte inferiore di un sarcofago intestate a Sethnakht);
5. Siptah;
6. Ramses V;
7. un corpo femminile deposto nel coperchio rivoltato di un sarcofago intestato a Sethnakht identificato come la regina Tausert;
8. Ramses VI;
9. Ramses V.

Tutti i corpi vennero verosimilmente traslati in KV35 in un'unica soluzione, nello stesso periodo in cui venne restaurato ed etichettato il corpo del titolare Amenhotep II. Non è possibile accertare la data esatta dell’operazione che dovette avvenire non prima della traslazione del corpo di Amenhotep III dalla KV22 (WV22), nell’anno dodicesimo o tredicesimo di Smendes, come risulta da specifica trascrizione.

#### Locale h1
Il locale conteneva tre corpi, privi di bende: un primo corpo femminile, cui venne assegnato l’identificativo di Elder Lady, era parzialmente ricoperto da uno spesso velo e presentava lunghi capelli neri; un secondo corpo di adolescente (età 9-11 anni), di sesso maschile, che presentava il capo rasato eccetto, sulla tempia destra, una spessa treccia di capelli neri; un terzo corpo di sesso femminile, più giovane del precedente (e per questo denominato Younger Lady), che presentava la mandibola dislocata e vaste lacerazioni al volto.
Tutti e tre i corpi presentavano, inoltre, un ampio foro sul cranio e lo sfondamento del torace.
Il ritrovamento di un dito mummificato, appartenente ad uno dei corpi in h1, ha fatto ritenere che, originariamente, I corpi fossero posizionati in altro annesso della camera funeraria (h3) e che vennero poi trasferiti nel locale di ritrovamento (h1) solo successivamente allo spostamento delle mummie reali.

##### Identificazione dei corpi
Per lungo tempo i due corpi femminili rinvenuti nell'annesso (h1) vennero denominati Elder (KV35EL) e Youger Lady (KV35YL), con riferimento alle età relative apparenti.
- Elder Lady (EL): una prima identificazione, basata su dati non obiettivi se non derivanti da ipotesi archeo-storiche e da esame dei reperti umani, spinsero già nel 1912 l’anatomista Grafton Elliot Smith[N 7] ad identificare il corpo per quello della regina Tye[11]. Che si trattasse di una regina, peraltro, era desumibile dalla postura delle braccia: il destro disteso lungo il corpo ed il sinistro piegato sul torace a reggere, verosimilmente, uno scettro (mai rinvenuto). Successivi esami furono eseguiti nel 2010, a cura del Supremo Consiglio delle Antichità; in tale occasione venne estratto e comparato il DNA di capelli della Elder Lady con altri analoghi reperti rinvenuti in un piccolo sarcofago mummiforme, a lei intestato, nella tomba KV62 di Tutankhamon di cui Tye doveva essere la nonna. L’esame diede esito favorevole[N 8] e la Elder Lady venne perciò ufficialmente identificata per la regina Tye, Grande sposa reale del faraone Amenhotep III (XVIII dinastia)[14][15].
- Youger Lady (YL): il corpo si presentava molto danneggiato. Il braccio destro era inesistente, il torace era sfondato, ed il viso presentava un’ampia lacerazione da sfondamento che occupava guancia e mandibola sinistra. All’atto della scoperta, tutti i danni si ritennero causati post-mortem dai razziatori alla ricerca di amuleti avvolti tra le bende e solo recenti esami, eseguiti nel 2010 sottoponendo il corpo a TAC, hanno invece appurato che il danno al volto fu, verosimilmente, causa della morte[16].

In origine, dato il capo rasato, Loret identificò il corpo per quello di un maschio e solo nel 1912 Grafton Elliot Smith lo identificò per femminile di età apparente di 25 anni, sesso peraltro confermato nel 2010 a seguito di indagini sul DNA. Da tali esami, che interessarono altri corpi rinvenuti nella Valle, derivarono inoltre altre notizie inerenti alla YL: era figlia di Amenhotep III e Tye; sorella del corpo rinvenuto nella KV55, Akhenaton (?), Smenkhara (?) e madre di Tutankhamon. Escludendo potesse trattarsi delle principesse Sitamon, Iside o Henuttaneb, figlie e spose del proprio padre Amenhotep III, potrebbe perciò trattarsi delle principesse Nebetah o Baketaton.
L’ipotesi avanzata che il corpo possa appartenere alla regina Nefertiti venne ugualmente scartata poiché ciò avrebbe comportato, alla luce delle risultanze del DNA, che Nefertiti fosse figlia di Amenhotep III e Tye e sorella di Akhenaton, ma tale legame non trova alcun riscontro. Risulta inoltre che Nefertiti diede alla luce la prima figlia di Akhenaton nel suo primo anno di regno e che lo seguì nel suo trasferimento ad Akhetaton, nel suo quarto anno di regno, continuando a regnare con lui per almeno 16 anni. Ciò comporta che, all’atto della sua morte, doveva avere tra i 35 e i 40 anni, il che contrasta con l’età di 20-25 accertata per la KV35YL.
Restano, perciò, la certezza sulla discendenza da Amenhotep III e la maternità di Tutankhamon, ma non l’identificazione del corpo che è perciò, ad oggi, ancora identificabile come Younger Lady.
- I corpi reali: analoga difficoltà di identificazione dei corpi si propone per i corpi reali rinvenuti nell’annesso (h2)[N 10]. Tali corpi, infatti, vennero identificati solo per le trascrizioni sui sarcofagi o, ancor più, per le etichette in legno, generalmente molto concise, apposte da chi procedette alle traslazioni alla fine del Nuovo Regno per preservarli da ulteriori oltraggi.

Nel caso delle mummie di KV35, che erano posizionate in sarcofagi malridotti e non sempre appartenenti al vero titolare (Amenhotep III giaceva in un sarcofago intestato a Ramses III, ma il coperchio era invece intestato a Sethy II), inoltre, il ribendaggio era stato eseguito accuratamente, ma talvolta utilizzando bende che recavano intestazioni a personaggi affatto diversi da quelli che vuoi le etichette, vuoi i contenitori, lasciavano supporre. Considerando, inoltre, che tra i due depositi noti di Deir el-Bahari e KV35 molti sono i re/faraoni assenti, si deve ritenere che altri furono i nascondigli utilizzati (quasi sicuramente, almeno provvisoriamente, la KV57 di Horemheb) e che non è improbabile che vi sia stato uno scambio di sarcofagi che potrebbe ancora complicare le identificazioni.

### Annotazioni
1. ↑  Le tombe vennero classificate nel 1827, dalla numero 1 alla 22, da John Gardner Wilkinson in ordine geografico. Dalla numero 23 la numerazione segue l’ordine di scoperta.
2. ↑  Paul Bucher (1887-1966), egittologo francese, specializzato in epigrafia.
3. ↑  Si trattava di lampade da 10, 16 o 32 candele
4. ↑  Il fatto che tali pozzi fossero decorati al loro interno (vedi anche KV43 o KV57) e, talvolta, disponessero di una camera sussidiaria, ha fatto ipotizzare che si trattasse di tentativi per sviare l’attenzione di eventuali ladri che avrebbero potuto interpretare quei locali come vera e propria tomba e non proseguire nelle loro ricerche. Non escludendo tale utilizzo, sotto l’aspetto più pratico, tali pozzi avevano il compito di proteggere le parti più profonde dalle inondazioni costituendo, cioè, un vero serbatoio di accumulo delle acque piovane.
5. ↑  Si tratta di un fregio lineare e geometrico che rappresenta, talvolta, un tetto di abitazione visto dall'interno, o la trama di un tappeto, o la stilizzazione di stuoie appese alle pareti.
6. ↑  L’occhio di Horus, o di Udjat era simbolo di prosperità, di potere, regalità e di rinascita; veniva talvolta dipinto sulla poppa delle navi, con intento apotropaico, o sui sarcofagi per consentire al defunto di vedere nel mondo ultraterreno.
7. ↑  Grafton Elliott Smith (1871-1937), anatomista ed egittologo australiano.
8. ↑  È tuttavia da tener presente che in medicina forense l’analisi del DNA mitocondriale, ovvero materno, mediante comparazione di capelli (anche privi di follicolo), ha una percentuale di sicurezza che varia dal 60 all’80%.
9. ↑  Amenhotep III generò otto figlie femmine la cuji madre fu verosimilmente solo la regina Tye.
10. ↑  Situazione peraltro che si ripete per i corpi del deposito (cache) DB320 di Deir el-Bahari.

### Fonti
1. ↑  Theban Mapping Project
2. ↑  Reeves & Wilkinson (2000),p. 70.
3. ↑  Theban Mapping Project
4. ↑  Nicholas Reeves e Richard Wilkinson, The complete valley of the Kings, New York, Thames & Hudson, 2000, p. 100.
5. ↑  Reeves e Wilkinson (2000), p. 102.
6. ↑  Làzlò Kàkosi (1985), La magia in Egitto ai tempi dei Faraoni, traduzione Alessandro Roccati, Milano, Panini, p. 83.
7. ↑  Alberto Siliotti (2000), p. 33.
8. 1 2  Reeves e Wilkinson (2000), p. 103.
9. ↑  Alberto SIliotti (2000), p. 33
10. 1 2  Reeves e Wilkinson (2000), p. 198.
11. 1 2  G. Elliot Smith (1912; ristampa 2000), The Royal Mummies, Duckworth Egyptology, pp. 39-40.
12. ↑  Aidan Dodson e Dyan Hilton (2004), The Complete Royal Families of Ancient Egypt, New York, Thames & Hudson, pp. 135-141.
13. 1 2  Reevse e Wilkinson (2000), p. 199.
14. ↑  Zahi Hawass et al., Ancestry and Pathology in King Tutankhamun's Family in The Journal of the American Medical Association, pp.640-641.
15. ↑   King Tut’s Family Secrets - National Geographic Magazine, su ngm.nationalgeographic.com. URL consultato il 4 marzo 2017 (archiviato dall'url originale il 21 marzo 2018).
16. ↑  Zahi Hawass et al. (2010) "Ancestry and pathology in King Tutankhamun's family", in JAMA. N.ro 303 (7). Appendice p. 3.
17. ↑  G. Elliot Smith (1912; ristampa 2000), The Royal Mummies, Duckworth Egyptology, pp. 40-42.
18. ↑  Zahi Hawass et al., Ancestry and Pathology in King Tutankhamun's Family in The Journal of the American Medical Association (JAMA), pp. 640-641.
19. ↑  Reeves e Wilkinson (2000), p. 204.